# 投訴警方獨立監察委員會
投訴警方獨立監察委員會（簡稱：警監會，縮寫：IPCC），是香港特別行政區行政長官委任的前獨立諮詢委員會。

## 歷史
警監會前身為行政立法兩局非官守議員組成的警方投訴事宜常務小組。於1986年，當時的署理港督鍾逸傑爵士把常務小組改組為一個非法定但獨立的投訴警方事宜監察委員會，在1994年12月改稱為投訴警方獨立監察委員會。1996年7月向當時的立法局提交條例草案，草案全體委員會通過了多項當局無法接受的修正，當時的保安司於1997年6月撤回該條例草案。
2007年7月，再次向立法會提交條例草案，把原有的警監會轉為法定機構。經九個月審議，於2008年7月通過《獨立監察警方處理投訴委員會條例》。其後一年，6月1日起生效，原有的警監會亦於同日轉為法定機構，並由投訴警方獨立監察委員會改稱為「獨立監察警方處理投訴委員會」，簡稱「監警會」。